# Cornella de collar
La cornella de collar (Corvus torquatus) és un ocell de la família dels còrvids (Corvidae).

## Hàbitat i distribució
Habita zones obertes a les terres baixes i terres de conreu, normalment a prop de l'aigua i camps d'arròs del centre, est i sud de la Xina, Hainan, nord i centre del Vietnam i Taiwan.